# Національна академія сухопутних військ імені гетьмана Петра Сагайдачного
Націона́льна акаде́мія сухопу́тних ві́йськ і́мені ге́тьмана Петра́ Сагайда́чного — один з провідних навчальних закладів у системі військової освіти Міністерства оборони України, заснований 1899 року як школа кадетів піхоти. Займається підготовкою офіцерів сухопутних військ.

## Історія

### Австро-Угорщина
1 жовтня 1899 року на території нинішньої Академії відбулось відкриття Імператорської і королівської школи кадетів у Львові (нім. K. und k. Infanterie Kadettenschule in Lemberg). Цей заклад був єдиним у Галичині і шістнадцятим в усій Австро-Угорщині військовим навчальним закладом. Випускники закладу отримували звання «Кадет — заступник офіцера». У 1914 році школу евакуювали до Австрії. Серед визначних випускників — полковник Гнат Стефанів, підполковник Альфред Бізанц, отаман Богуслав Шашкевич, які відіграли важливу роль під час визвольних змагань.

### Польська Республіка
Після Розпаду Австро-Угорщини і до 1921 року комплекс споруд був покинутим. З 1921 року тут розташовувався Польський кадетський корпус № 1 (пол. Korpus Kadetów Nr.1 — з 1935 року, імені Юзефа Пілсудського) перебазований з Кракова. Напад Німеччини змусив польське командування у вересні 1939 року евакуювати з Равича до Львова Корпус кадетів № 3. Однак у зв'язку з наступом Червоної армії розпочати заняття так і не вдалося. Після приєднання західноукраїнських земель до УРСР радянська влада розформувала навчальний заклад.

### СРСР
З кінця вересня до 14 листопада 1939 року в приміщеннях колишнього кадетського корпусу був розміщений штаб Українського фронту. Після його розформування тут розмістилося Львівське піхотне училище Червоної армії, яке через рік було переміщене до Острога. З грудня 1940 до березня 1941 року навчальні корпуси по вул. Кадетській, 32 стають місцем дислокації 15-ї моторизованої кулеметно-артилерійської бригади. У Березні 1941 року її замінила 32-га танкова дивізія 4-го механізованого корпусу Червоної армії. під час німецької окупації на території нинішньої Академії був розташований військовий шпиталь, а з кінця липня 1944 року і до весни 1947 року — радянський військовий шпиталь.
Потім тут діяло військово-політичне училище, створене 18 листопада 1939 року в м. Брянськ Орловської області. Училище здійснювало підготовку офіцерів-політпрацівників. За роки Німецько-радянської війни училище переміщувалось у міста Бобров, Халтурин, Харків і випустило близько 11 тисяч офіцерів. За мужність у роки війни 15 вихованців навчального закладу отримали звання Героя Радянського Союзу.
У 1947 році училище переміщується до Львова і стає Львівським військово-політичним училищем (деякий час носило ім'я М. О. Щорса), займаючи територію кадетського корпусу. Заклад готував офіцерів для служби у редакціях військових ЗМІ і культурно-просвітницьких закладах армії та флоту.
У 1962 році Львівське військово-політичне училище перетворено на вище.
30 квітня 1975 року Указом Президії Верховної ради СРСР Львівське вище військово-політичне училище було нагороджено орденом Червоної Зірки.
У 1978 році за заслуги у справі підвищення боєготовності збройних сил Чехословацької Соціалістичної Республіки ЛВВПУ нагороджується Орденом Червоної Зірки ЧССР.
За роки Радянської влади надбано вагомий досвід у підготовці офіцерських кадрів для збройних сил іноземних держав. Після набуття училищем статусу вищого навчального закладу на спеціальному факультеті з серпня 1971 року навчалися військовослужбовці більш ніж 20 країн Східної Європи, Азії, Африки та Латинської Америки.

### Україна

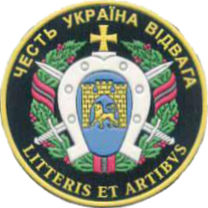
Емблема військового інституту університету «Львівська Політехніка»

Зі здобуттям Україною незалежності, створенням власних Збройних Сил розпочинається нова сторінка в історії Львівського військового інституту. Відповідно до Постанови Кабінету Міністрів України № 490 від 19.08.1992 року 8 жовтня 1993 року на базі Львівського вищого військового училища і військових кафедр цивільних вищих навчальних закладів м. Львова було створено вищий військовий навчальний заклад нового типу, який першим в Україні був тісно інтегрований із системою цивільної вищої освіти, зокрема з Національним університетом «Львівська політехніка». Тим самим було започатковано реалізацію основоположного принципу Концепції військової освіти в Україні, закріпленого Постановою Кабінету Міністрів України від 15 грудня 1997 р. № 1410 «Про створення єдиної системи військової освіти», де визначено, що «військова освіта інтегрується у державну систему освіти на засадах єдиної законодавчої та нормативно-правової бази».
У тісній інтеграції з базовим університетом Львівський військовий інститут розпочав з 1993 року готувати офіцерів за п'ятнадцятьма спеціальностями, зокрема такими, як «Бойове застосування механізованих підрозділів», «Бойове застосування аеромобільних (парашутно-десантних) підрозділів» (курсанти цих спеціальностей були переведені до Одеського інституту Сухопутних військ в 1995 році), а також за спеціальностями «Фінансове забезпечення і економіка бойової та господарчої діяльності військ», «Правознавство» тощо.
18 листопада 2000 року за значні успіхи у підготовці кваліфікованих фахівців для українського війська та з нагоди 100-річчя підготовки офіцерських кадрів у Галичині Указом Президента України інституту присвоєно ім'я гетьмана Петра Сагайдачного та вручено Почесну грамоту.
Постановою Кабінету Міністрів України від 26 травня 2005 року № 381 навчальний заклад реорганізовано у Львівський інститут Сухопутних військ і з 1 вересня 2006 року здійснює підготовку військових фахівців за всіма спеціальностями Сухопутних військ Збройних Сил України.
30 вересня 2006 року інститут відвідав Президент України — Верховний Головнокомандувач Збройних Сил України Віктор Андрійович Ющенко, який дав високу оцінку організації підготовки офіцерів для Збройних Сил України.
З 1 вересня 2009 року згідно з Постановою Кабінету Міністрів України від 13 травня 2009 року № 467 Львівський ордена Червоної Зірки інститут Сухопутних військ імені гетьмана Петра Сагайдачного виведено зі складу Національного університету «Львівська політехніка» і перетворено в Академію сухопутних військ імені гетьмана Петра Сагайдачного з утворенням в її складі військового коледжу сержантського складу.
21 вересня 2015 року відповідно до Указу Президента України № 551/2015 Академії сухопутних військ імені гетьмана Петра Сагайдачного надано статус Національної.
В листопаді 2017 року на базі академії розпочався перший вишкіл військових капеланів.
15 січня 2018 року розпочато підготовку розрахунків протитанкових ракетних комплексів (ПТРК) Javelin із проведення мовної підготовки з метою набуття необхідного рівня знання англійської мови. По завершенню мовної підготовки, відібрані кандидати будуть направлені за кордон для проходження навчання щодо бойового застосування протитанкових ракетних комплексів.
У травні 2025 року академію з вісьмома іншими українськими вищими військовими навчальними закладами було включено до мережі Європейського коледжу безпеки та оборони (ESDC).

## Герої
23 випускники академії загинули під час виконання військового обов'язку на сході України у 2014 р.:
- старший лейтенант Віталій Бєліков (1992, Скадовськ Херсонської обл. — 17.6.2014, с. Нижня Вільхова), командир взводу 128-ї окремої механізованої гірсько-піхотної бригади, випускник 2012 р.;
- старший лейтенант Віталій Бахур (2 липня 1989 р., с. Зозулі Золочівського району Львівської обл. — 17.6.2014, Луганськ), заступник командира батареї — інструктор з повітрянодесантної підготовки, випускник 2011 р., лицар ордена Богдана Хмельницького III ступеня;
- старший лейтенант Владислав Файфура (1980, Чернівці — 17.6.2014, с. Металіст Луганської обл.), командир взводу 3-го батальйону тактичної групи 80 окремого аеромобільного полку, випускник 2007 р., лицар ордена Богдана Хмельницького III ступеня;
- капітан Степан Воробець (4 червня 1987, Коломия, Івано-Франківська область — 19.6.2014, смт Ямпіль Донецької області), командир розвідувальної роти штабного батальйону 24-а механізована бригада, випускник 2010 р., лицар ордена Богдана Хмельницького I ступеня;
- старший лейтенант Євгеній Зеленський (1991, Потсдам, Німеччина — 24.6.2014, Київ), командир групи 8-го окремого полку спеціального призначення, випускник 2012 року. Йому посмертно було присвоєно звання «Герой України»;
- майор Ігор Кісельов (7 червня 1988, Одеса — 30.6.2014, с. Крива Лука Донецької області), випускник 2009 р., Головне управління розвідки.;
- старший лейтенант Ігор Холо (9.9.92, с. Олександрівка Жашківського району Черкаської обл. — 23.7.2014, Харків), командир взводу снайперів 95-ї окремої аеромобільної бригади (Житомир), випускник 2013 р. лицар ордена Богдана Хмельницького III ступеня;;
- лейтенант Микола Куценко (23 вересня 1992, Миргород Полтавської обл. — 27 липня 2014, с. Лутугине Луганської обл.), командир взводу у 1-ї окремій гвардійській танковій бригаді (Гончарівське), випускник 2013 р.
- капітан Кирило Андреєнко (6.5.1988, Чита, РСФСР — 29 липня 2014 , м. Сніжне Донецької обл.), командир групи СП 3 оп СП. Випускник 2011 р., лицар ордена Богдана Хмельницького III ступеня;
- старший лейтенант Андрій Родич (5.3.88, м. Новояворівськ Яворівського району Львівської обл. — 29.7.2014, Харків), 1-го батальйону 24-ї окремої механізованої бригади, випускник 2011 р., лицар ордена Богдана Хмельницького III ступеня;
- старший лейтенант Валентин Прихід (4.4.92, с. Забужжя (Сокальський район), Львівської обл. — 7.8.2014, висота Савур-Могила в Донецькій області), командир механізованої роти 51-ї окремої механізованої бригади, випускник факультету підготовки офіцерів запасу 2010 р.;
- капітан Валерій Бондаренко (15 вересня 1989, с. Попівка, Новгород-Сіверського району — 14.8.2014, околиці Луганська), командир роти 24-ї окремої механізованої бригади (Яворів), випускник 2010 (?) р., лицар ордена Богдана Хмельницького III ступеня;
- старший лейтенант Владислав Рильський(20.07.1992 м. Острог, Рівенська обл. — 13.08.2014, околиці Луганська), командир взводу 24-ї окремої механізованої бригади (Яворів), випускник 2013 р., кавалер ордена «За мужність» III ступеня;
- старший лейтенант Євген Подолянчук (4.7.91, Черкаси — 14.9.2014, Донецьк), командир групи спеціального призначення 3-го окремого полку спецпризначення, випускник 2012 р., лицар ордена Богдана Хмельницького III ступеня;
- старший лейтенант Максим Савченко (3 березня 1989, Суми — 19 липня 2014, Лисичанськ), командир взводу, заступник командира мінометної батареї, інструктор по парашутно-десантній підготовці, 95-а окрема аеромобільна бригада, випускник 20?? р., лицар ордена Богдана Хмельницького III ступеня;
- старший лейтенант Антон Мілько (14 травня 1988, Первомайськ — 16 серпня 2014, Лутугине), командир танкового взводу, 30-а окрема механізована бригада, випускник 20?? р., лицар ордена Богдана Хмельницького III ступеня;
- лейтенант Денис Коза (22 листопада 1993, с. Чорнобаївка, Херсонської обл. — 17 серпня 2014, ?), командир взводу, 25-а окрема повітряно-десантна бригада, випускник 2014 р., лицар ордена Богдана Хмельницького III ступеня;;
- лейтенант Іван Габчак (29 червня 1992, с. Уличне, Дрогобицького району, Львівської області — 29 серпня 2014, Іловайськ), командир взводу звукометричної розвідки, 55-а окрема артилерійська бригада, випускник 2014 р., лицар ордена Богдана Хмельницького III ступеня;
- лейтенант Дмитро Севостьянчик (17 вересня 1991, с. Покровське, Дніпропетровської обл. — 29 серпня 2014, Іловайськ), командир взводу звукометричної розвідки, 55-а окрема артилерійська бригада, випускник 2014 р., лицар ордена Богдана Хмельницького III ступеня;
- лейтенант Юрій Думанський (17.6.91 — 14.8.2014 околиці Луганська), командир взводу 24-ї окремої механізованої бригади (Яворів), випускник 2013;
- старший лейтенант Іван Пасевич (25.10.89 — 16.08.14), заступник командира 3 роти 80 оаембр, випускник 2014 р.;
- лейтенант Станіслав Ліщинський (30.4.1989, Кривий Ріг — 20.8.2014, Іловайськ), командир механізованого взводу механізованого батальйону 17-ї окремої танкової бригади, випускник 2014 р., лицар ордена Богдана Хмельницького III ступеня;
- старший лейтенант Сергій Ончуров (25.4.1992, Джанкой, АР Крим — 21 серпня 2014, в районі с. Кутейникове — Старобешеве Амвросіївського району Донецької області), командир взводу 28-ї окремої механізованої бригади, випускник 2013  р., лицар ордена Богдана Хмельницького III ступеня;
- лейтенант Микола Микитюк (12 травня 1992 року, м. Ізяслав — 6 лютого 2015 року, м. Дебальцеве) — командир взводу 30 окремої гвардійської Новоград-Волинської Рівненської Червонопрапорної ордена Суворова II ступеня механізованої бригади, випускник 2014 рокуСтупак Юліан Юрійович (2000—2022) — лейтенант ЗСУ, учасник російсько-української війни, Герой України.
- капітан Голядинець Володимир Миколайович (18.11.1997-19.10.2023, Авдіївка) — командир роти 110 ОМБр Герой України

Загалом орденом «Золота Зірка» нагороджено четверо осіб, діяльність яких була пов'язана з академією: окрім ст. лейтенанта Є. Зеленського, найвищу відзнаку отримав полковник Ігор Гордійчук, у минулому — перший заступник начальника академії, майор Олександр Порхун, колишній командир 13-го окремого аеромобільного батальйону 95-ї окремої аеромобільної бригади ЗСУ, випускник 2008 р.; капітан Валерій Чибінєєв, командир роти снайперів 79-ї окремої десантно-штурмової бригади високомобільних десантних військ ЗСУ, випускник 2009 р. капітан Володимир Голядинець,командир роти 110 ОМБр

## Структура

В'їзд на територію і музей академії.

### Навчальна робота

#### Факультети
Академія у своєму складі має чотири факультети:
- «Бойового застосування військ»
- «Ракетних військ і артилерії»
- «Психологічної підтримки персоналу»
- «Сил підтримки»

#### Спеціальності
Магістрів
- «Культурологія»,
- «Озброєння і засоби військ радіаційного, хімічного, біологічного захисту та екологічна безпека»,
- «Озброєння та військова техніка»,
- «Комплекси та системи озброєння і техніки ракетних військ і артилерії»,
- «Ракетно-артилерійське озброєння»,
- «Озброєння та техніка інженерних військ»,
- «Автомобілі та автомобільне господарство»;

Бакалаврів
- «Управління діями підрозділів Сухопутних військ»,
- «Управління діями підрозділів ракетних військ і артилерії»,
- «Культурологія»,
- «Музичне мистецтво»,
- «Озброєння і засоби військ радіаційного, хімічного, біологічного захисту та екологічна безпека»,
- «Озброєння та військова техніка»,
- «Озброєння та техніка інженерних військ»,
- «Управління діями інженерних підрозділів військ»,
- «Ракетно-артилерійське озброєння»,
- «Комплекси та системи озброєння і техніки ракетних військ і артилерії»,
- «Автомобілі та автомобільне господарство»;

Молодших спеціалістів
- «Експлуатація озброєння і техніки інженерних військ»,
- «Монтаж і експлуатація електроустаткування електростанцій і енергосистем»,
- «Адміністрування у військових підрозділах (рота, батальйон)»,
- «Організація харчування у військових частинах»,
- «Організація зберігання озброєння, військової техніки та майна»,
- «Радіаційний та хімічний контроль»,
- «Організація та техніка протипожежного захисту»,
- «Обслуговування та ремонт автомобілів і двигунів»,
- «Організація перевезень і управління на автотранспорті»,
- «Музичне мистецтво»

### Науковий центр Сухопутних військ
Станом на 2017 рік керівник — Грабчак Володимир Іванович.
З травня 2022 року керівник — Хаустов Дмитро Євгенович.

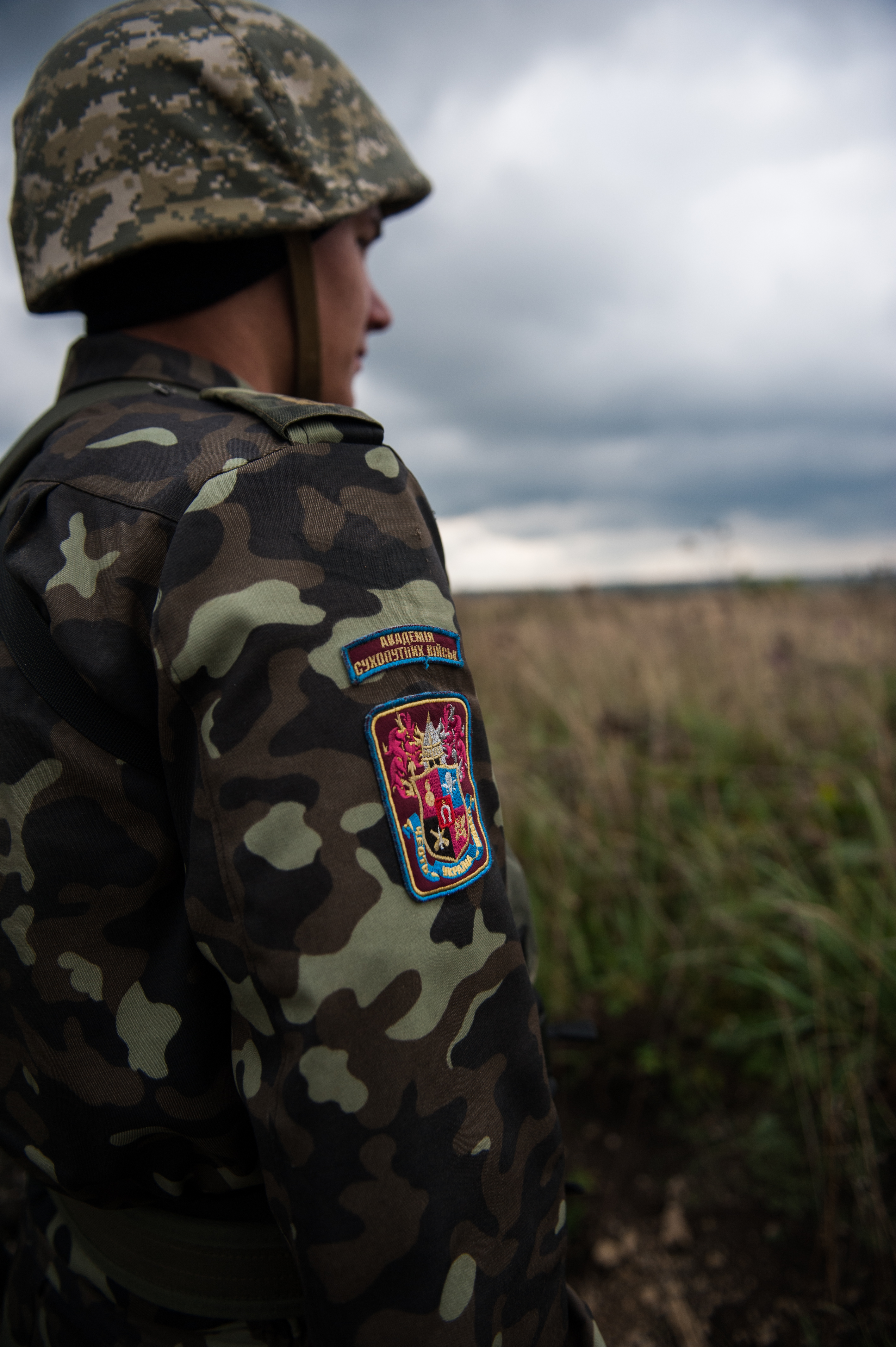
Кадет академії сканує площу в пошуках сил противника під час другого дня польових тренувань на навчаннях Rapid Trident 2014, 23 вересня.

Науковий центр Сухопутних військ Академії сухопутних військ імені гетьмана Петра Сагайдачного призначений для:
- проведення досліджень з воєнно-теоретичних проблем в інтересах підрозділів тактичної ланки, а з 2011 року і оперативно-тактичної ланки Сухопутних військ Збройних Сил України;
- участі та наукового супроводження всіх видів навчань, що проводяться в Сухопутних військах Збройних Сил України;
- участі у створенні нових систем та зразків озброєння і військової техніки Сухопутних військ;
- системного дослідження проблем розвитку системи логістики в Сухопутних військах Збройних Сил України;
- системного аналізу проблем розвитку інформаційної боротьби;
- проблем підготовки та застосування миротворчих контингентів зі складу Сухопутних військ Збройних Сил України;
- проведення досліджень з питань бойової підготовки підрозділів та командирської підготовки особового складу, обґрунтування тактико-технічних вимог до тренажерних комплексів та полігонного обладнання Сухопутних військ Збройних Сил України;
- підготовки наукових кадрів;
- наукового супроводження навчально-виховного процесу Академії сухопутних військ імені гетьмана Петра Сагайдачного.

Основними завданнями Наукового центру Сухопутних військ є:
- дослідження форм та способів застосування та всебічного забезпечення підрозділів Сухопутних військ;
- аналіз та оцінка стану озброєння і військової техніки Сухопутних військ, дослідження проблем його експлуатації, збереження, відновлення, продовження ресурсу;
- дослідження на навчаннях та інших заходах оперативної, бойової підготовки та повсякденної діяльності підрозділів Сухопутних військ;
- розроблення оперативно-тактичних та тактико-технічних вимог до перспективних зразків озброєння і військової техніки Сухопутних військ;
- участь у науково-технічному супроводженні розробок та модернізації озброєння і військової техніки Сухопутних військ;
- участь у випробуваннях зразків озброєння і військової техніки Сухопутних військ.

Ядром наукового потенціалу центру є провідні вчені: д.т.н, с.н.с. Корольов В. М., д.т.н, с.н.с. Зубков А. М., д.т.н, професор Тревого І. С., д.т.н, професор Сопільник Л. І., д.і.н., с.н.с. Якимович Б. З., д.екон.н., професор Чухрай Н. І., к.т. н. Грабчак В. І., к.і.н., доцент Кривизюк Л. П., к.т.н, доцент Русіло П. О., к.пед.н., доцент Афонін В. М., к.т. н., с.н.с. Сальник Ю. П., к.т. н. Лучук Е. В., к.т. н., с.н.с. Пашковський В. В., д.т. н., с.н.с. Яковлев М. Ю., к.т. н., с.н.с. Тимчук В. Ю., к.т. н. Бударецький Ю. І., к.т. н., доцент Щадило Я. С., к.т. н. та ін.
Особовий склад Наукового центру Сухопутних військ проводить дослідження за основними напрямками державних цільових програм.
Під час проведення стрільб наукові співробітники провели випробування балістичної станції сумісно із фахівцями Львівського науково-дослідного радіотехнічного інституту з метою оцінки її ефективності. Обґрунтовано оперативно-тактичні вимоги до перспективних навчально-тренувальних засобів РВіА та визначено шляхи модернізації навчально-тренувальних засобів з використанням комп'ютерних технологій. Відпрацьовано пропозиції щодо тактико-технічного завдання на модернізацію комплексу 9К57.
Проведено розробку ряду нормативно-правових, нормативно-технічних та інших документів для Командування Сухопутних військ та управлінь Генерального штабу Збройних Сил України, а саме:
- проєкт Настанови з військової розвідки Сухопутних військ Збройних Сил України;
- проєкт Бойового статуту аеромобільних військ Сухопутних військ Збройних Сил України, частина II (батальйон, рота);
- проєкт Бойового статуту аеромобільних військ Сухопутних військ Збройних Сил України, частина III (взвод, відділення).

Науково-дослідні лабораторії Наукового центру Сухопутних військ виконують завдання також і в інтересах автомобільної та бронетанкової служб та управління технічного забезпечення логістики Командування Сухопутних військ з метою обґрунтування вимог до перспективних зразків та навчально-тренажерних засобів. Здійснено обґрунтування номенклатури та потреби у сучасних навчально-тренажерних засобах для підготовки фахівців автомобільної служби та механізованих (танкових) підрозділів, а також місце і ролі броньованих автомобілів у вирішення задач Сухопутних військ та визначення потреби у зразках на період до 2015 року. Обґрунтовано роль і місце БРЕМ у вирішенні задач технічного забезпечення та визначення потреби у зразках на період до 2015 року.
Активна робота проводиться в напрямку дослідження проблеми підвищення ефективності застосування аеромобільних та розвідувальних підрозділів, розроблено ряд звітних документів в цьому напрямку.
Значні перспективи розкриваються в сфері розвитку автоматизованих систем управління підрозділами Сухопутних військ. Ряд науково-дослідних робіт проводиться в напрямку обґрунтування вимог до АСК. В цій сфері налагоджено співпрацю із вітчизняними виробниками телекомунікаційної апаратури.
Значна увага приділяється проведенню наукових досліджень з питань фізичної підготовки і спорту, підвищення їхньої ефективності у різних структурних підрозділах Збройних Сил України, розробці науково-методичних рекомендацій, посібників, підручників з питань фізичної підготовки. Розроблено рекомендації, щодо модернізації матеріально-технічної бази та вдосконалення програм і методичних засад бойової підготовки Сухопутних військ Збройних Сил України. Розроблено методику впровадження програми психологічної готовності курсантів ВВНЗ до дій в екстремальних умовах засобами фізичної підготовки. Сформовано пропозиції, щодо удосконалення теоретично-методичних засад функціонування системи фізичної підготовки в умовах реформування Збройних Сил України, а також обґрунтовано зміст «Проекту настанови з фізичної підготовки у Збройних силах України 2009 року». Досягнуто значних результатів у сфері морально-психологічного забезпечення. Розроблено та впроваджено у повсякденну діяльність Академії сухопутних військ «Методику оцінювання ефективності системи військово-патріотичного виховання курсантів ВВНЗ». Визначено основні напрямки удосконалення нормативно-правової бази створення та застосування частин (підрозділів) сил спеціальних операцій. Проводяться дослідження, щодо обґрунтування засад і розробки форм та методів прищеплювання національної ідеї у частинах (підрозділах) Сухопутних військ ЗС України та удосконаленню програм надання психологічної допомоги військовикам військової служби за контрактом.
Науковий центр Сухопутних військ бере активну участь у наукових конференціях, семінарах, форумах.

### Навчально-науковий центр мовної підготовки
Навчально-науковий центр мовної підготовки Академії сухопутних військ створено у жовтні 2007 року.
Основними функціями центру є:
- забезпечення навчально-методичними матеріалами за видовою тематикою навчального процесу у Академії сухопутних військ, особового складу виду Збройних Сил України щодо вивчення іноземних мов та військово-спеціальних навчальних дисциплін з опануванням військової термінології та абревіатур НАТО;
- здійснення мовного тестування особового складу Сухопутних військ Збройних Сил України з визначенням стандартизованих мовних рівнів володіння іноземною мовою за вимогами мовного «стандарту НАТО» СТАНАГ-6001, а також для сертифікації рівнів володіння військовослужбовцями іноземною мовою відповідно до отриманих результатів;
- здійснення мовного тестування кандидатів для вступу до військових навчальних закладів, поточного, контрольного і підсумкового тестувань курсантів під час їхнього навчання у Академії сухопутних військ, попереднього тестування щодо відбору кандидатів для формування навчальних груп різного рівня підготовки на курсах іноземних мов, впровадження у навчальний процес та у систему мовної підготовки особового складу Сухопутних військ Збройних Сил України передових методик і сучасних технологій вивчення іноземних мов;
- дослідження нових методик і сучасних технологій викладання іноземних мов, виходячи з потреб Сухопутних військ Збройних Сил України, їхня апробація шляхом проведення спільно з кафедрою іноземних мов та військового перекладу педагогічних і методичних експериментів, та впровадження в навчальний процес.

Центр виконує такі завдання:
- вивчення передового вітчизняного і зарубіжного досвіду у галузі організації та здійснення мовної підготовки і мовного тестування військовослужбовців;
- розроблення методичних рекомендацій щодо впровадження нових методик викладання у системі мовної підготовки особового складу;
- адаптація існуючих і створення нових навчально-методичних матеріалів (навчальних програм, посібників, підручників, розмовників, термінологічних словників тощо) для забезпечення потреб навчального процесу в Академії сухопутних військ та у системі мовної підготовки особового складу Сухопутних військ Збройних Сил України;
- виконання наукових досліджень з проблематики прикладних аспектів мовної підготовки та мовного тестування особового складу Сухопутних військ Збройних Сил України спільно з навчально-науковими центрами мовної підготовки інших видових центрів;
- створення банку автентичних друкованих, аудіо та відео матеріалів (іноземними мовами) за видовою специфікою для методичного забезпечення мовної підготовки і мовного тестування особового складу Сухопутних військ Збройних Сил України;
- здійснення на базі Академії сухопутних військ мовного тестування і мовної сертифікації особового складу Сухопутних військ Збройних Сил України;
- участь у розробленні нормативної бази з організації, наукового та навчально-методичного забезпечення мовної підготовки і мовного тестування особового складу Сухопутних військ Збройних Сил України.

Деякі з розробок для вивчення англійської мови та тестування знань:
- навчальний довідник з термінології, скорочень, роботи топографів НАТО
- підручник із граматики англійської мови, адаптований для військових навчальних закладів
- навчальний посібник з логістичного забезпечення НАТО
- програма з вивчення граматики
- програма з контролю знань

Концепцію безперервної системи освіти військовослужбовця впродовж усього терміну військової служби реалізовано у системі курсової підготовки, яка створена в Академії. Саме тут офіцер перед призначенням на вищу посаду вдосконалює знання, уміння та навички в управлінні підрозділом, організації його повсякденної життєдіяльності, вивчає досвід застосування військових формувань у сучасних збройних конфліктах.

### Курси підвищення кваліфікації
В Академії функціонують курси підвищення кваліфікації:
- науково-педагогічних працівників;
- офіцерів при призначенні на вищі посади ротної (батарейної) та батальйонної (дивізіонної) ланки за родами військ;
- офіцерів полігонної служби;
- офіцерів технічного та тилового забезпечення.

Окремо проводиться курсова підготовка базового та підвищеного рівня вивчення іноземної мови (англійської). Організовано курсову підготовку (мовну та фахову) іноземних військовослужбовців.
Згідно з вимогами наказу Заступника Міністра оборони України № 119 від 27.08.2009 року «Про прийом слухачів на курси іноземних мов у Збройних Силах України у другому півріччі 2009 року», та відповідно до наказів Міністра оборони України від 14 листопада 2007 року № 638 «Про переліки посад військовослужбовців та працівників Збройних Сил України, пов'язаних з необхідністю знання та використання іноземних мов», та від 5 вересня 2008 року № 438 «Про затвердження переліку посад військовослужбовців Збройних Сил України, служба (робота) на яких передбачає знання іноземних мов на рівні, не нижчому стандартизованого мовленнєвого рівня „мінімально — необхідний“ (СМР-2)» та наказу начальника Академії сухопутних військ імені Петра Сагайдачного № 25 від 2 вересня 2009 року в Академії сухопутних військ імені Петра Сагайдачного організовано розпочались і проводяться навчання офіцерів Збройних Сил України згідно зі списком, визначеним у наказі Заступника Міністра оборони України № 119 від 27.08.2009 року:
- у групах з вивчення англійської мови: з 7 вересня до 25 грудня включно 2009 року;
- у групах з вивчення англійської мови (підвищеного рівня): з 1 жовтня до 25 грудня включно 2009 року.

В Академії сухопутних військ імені Петра Сагайдачного курси підготовки з вивчення англійської мови розраховані на підготовку військовослужбовців та працівників Збройних Сил України, що направляються на навчання та роботу за кордон, а також офіцерів, яким знання іноземних мов необхідні для виконання службових обов'язків.
Термін навчання на курсах 4 місяці, а для підвищеного рівня — 3 місяці.
Курси підготовки з вивчення англійської мови мають на меті надати слухачам мовні знання в обсязі стандартизованого мовленнєвого рівня «мінімально — необхідний» (СМР-2), що дає можливість:
- без перекладача навчатись у військово-навчальних закладах зарубіжних держав;
- функціонувати в іншому середовищі (читати, писати, розмовляти та сприймати мову на слух).

Курси підготовки з вивчення англійської мови організовані на базі кафедри іноземних мов та військового перекладу при Академії сухопутних військ імені Петра Сагайдачного.

### Бібліотека
Історія бібліотеки Академії сухопутних військ починається з 1939 року, коли в Брянську було засновано військове училище. І вже 70 років бібліотека є невід'ємною частиною, своєрідною духовною скарбницею та інформаційною базою військового навчального закладу.
Сьогодні це — сучасний інформаційно-довідковий центр, користувачами якого є більше 2 тисяч читачів: курсантів, офіцерів, викладачів, студентів, працівників ЗСУ, солдатів, ветеранів ВНЗ, військовослужбовців, які навчаються на курсах і в коледжі.
Основне завдання бібліотеки — сприяти навчальному процесу та науковим дослідженням вишу, забезпечити збереження та ріст бібліотечних фондів, їхнє комплексне розкриття та доступність.
У своїй діяльності бібліотека керується законами України «Про бібліотеки та бібліотечну справу», «Про інформацію», Державними стандартами України щодо бібліотечної справи, Положенням про бібліотеки у Збройних Силах України.
За характером фондів і функціональним призначенням бібліотека Академії є універсальною, оскільки забезпечує літературою, інформаційними та довідково-бібліографічними матеріалами навчальний процес, виховну та науково-дослідну роботу, повсякденну діяльність.
Крім того працівниками бібліотеки укомплектовано 18 книжкових фондів на всіх кафедрах, в навчально-методичному кабінеті та Науковому центрі Академії. У бібліотеці невеликий колектив: завідувач бібліотеки, провідний бібліотекар, бібліограф і 8 бібліотекарів. Усі — фахівці своєї справи, серед яких є спеціалісти із більш ніж 40-річним стажем роботи. Очолює бібліотеку кандидат філологічних наук, доцент.
Працівники бібліотеки забезпечують високу культуру бібліотечного, інформаційного і довідково-бібліографічного обслуговування користувачів бібліотеки, створюють їм необхідні умови для користування бібліотечними фондами; надають допомогу у виборі потрібних документів; інформують читачів про всі види бібліотечних послуг, що їх надає Академія; формують у користувачів потребу в інформації, користуванні різноманітними каталогами та картотеками, реферативними журналами тощо; сприяють підвищенню культури читання та вмінню швидко знайти необхідну інформацію; задовольняють потреби у створенні при бібліотеці читацьких об'єднань, клубів за інтересами, читацьких рад; враховують читацькі запити під час формування фондів, проведення масових заходів.
На сьогоднішній день бібліотечний фонд бібліотеки Академії нараховує близько 200 тисяч примірників, з них:
- навчальні видання — 60506 примірників;
- літературно-художні видання — 40700;
- довідкова література — більше 4 тисяч примірників.

За галузями знань книжковий фонд розподіляється таким чином:
- воєнна та військово-технічна література — 56033;
- суспільно-політична — 45220;
- технічна — 5941;
- математика та природознавство — 4456;
- мистецтво та спорт — 8891;
- художня література — 40700;
- інша література — 33338.

Україномовна література становить понад 46 тисяч примірників. Найінтенсивніше поповнюється фонд навчальної літератури.
Родзинкою бібліотеки є фонд рідкісної книги, який нараховує майже 900 примірників. Найстаріше друковане видання в книгозбірні — журнал «Русской въстникъ» 1809 року.
Є дуже цікаві й цінні книжки, видані у XIX — на початку XX століття. Серед них енциклопедичні словники Брокгауза та Ефрона, Граната, прижиттєві видання відомих письменників.
Невід'ємною складовою бібліотечного фонду є періодика. Майже 80 найменувань періодичних видань різних років, в тому числі газети, видані під час Другої світової війни, зберігаються в бібліотеці Академії.
Великим попитом користуються професійно орієнтовані журнали та газети: «Військо України», «Наука та оборона», «Камуфляж», «Зарубежное военное обозрение» (російською), «Техника и вооружение» (рос. мовою) тощо.
У бібліотеці Академії є такі каталоги та картотеки:
- електронний каталог;
- генеральний каталог;
- систематичний та алфавітний каталоги;
- систематична картотека газетних і журнальних статей;
- картотека персоналій;
- картотека «Львів і Львівська область»;
- картотека «Лауреати літературно-мистецьких премій»;
- картотека друкованих видань Академії;
- тематична картотека художніх творів;
- картотека назв художньої літератури (журнальні публікації).

Одним із основних пріоритетів діяльності бібліотеки Академії є впровадження новітніх інформаційних технологій у практику роботи. Зберігаючи функції традиційної книгозбірні, бібліотека прагне виконувати функції інформаційного центру військового вишу. Установлено автоматизовану бібліотечно-інформаційну систему «Український фондовий дім. Бібліотека» та створено 15 робочих місць для користувачів, обладнаних комп'ютерами. Бібліотека має доступ до Інтернету. Ведеться робота зі штрих-кодування літератури. Поступово бібліотека з допоміжного структурного підрозділу Академії перетворюється в інформаційний центр, якому будуть властиві комплексність, розумне поєднання традиційних та електронних інформаційних ресурсів, індивідуальні та колективні методи роботи, вирішення проблем військово-патріотичного виховання курсантів, впровадження інноваційних бібліотечних технологій.

## Керівництво
- Начальник академії — полковник, Качур Роман Володимирович (з 19 січня 2025 року)[4]
- Перший заступник начальника академії — полковник, Лановий Максим Борисович
- Заступник начальника академії — полковник, Денисов Андрій Володимирович
- Заступники начальника академії:
  - з наукової роботи — полковник, доктор історичних наук Грабчак Володимир Іванович
  - з навчальної роботи — полковник, кандидат військових наук, Красюк Олексій Павлович
  - психологічної підтримки персоналу — начальник відділу, полковник Бондаренко Сергій Володимирович
  - з озброєння — начальник озброєння, полковник Шуманський Ярослав Петрович
  - з тилу — начальник тилу, полковник, кандидат історичних наук, Саєвич Йосип Йосипович

## Символіка
В основу символіки Академії покладено символіку Сухопутних військ Збройних Сил України, деякі елементи військової символіки кадетів піхоти Австро-Угорської імперії, в стінах якої донині перебуває Національна академія Сухопутних військ імені гетьмана Петра Сагайдачного, а також герб гетьмана Петра Конашевича Сагайдачного.
В гербі Академії зображено на зеленому полі покладені в зірку смолоскипи та меч, на яких розташовано щит із гербом гетьмана — на червоному полі лицарський хрест над підковою. Здолу вміщено золоту стрічку з гаслом «ЧЕСТЬ. УКРАЇНА. ВІДВАГА».
Меч, який прикрашає знак Академії, відворює оригінальний меч Петра Сагайдачного, що його було вручено гетьману в 1621 р. королевичем Владиславом (майбутнім королем Владиславом IV) за подвиги на морі проти турків та героїчну оборону Хотина. Про факт королівського дарунку меча свідчить латинський напис на зовнішньому боці клинка: «VLADISLAVS Konasevicio Koszovio ad Chocimum contra Osmanum», тобто — «ВЛАДИСЛАВ Конашевичу Кошовому під Хотином проти Османів».
Крім герба та нарукавного знака, Національна академія Сухопутних військ уживає такі почесні відзнаки: почесний стяг Академії, штандарт начальника Академії, пам'ятний нагрудний знак, відзнаки І і ІІ ступенів, пам'ятна монета та нагородні копії меча Петра Сагайдачного — оригінального та зменшеного розмірів. Остання, що має вигляд кортика, щороку вручається начальником Академії найкращому курсанту.
Поряд із загальноакадемічними відзнаками розроблено нарукавні знаки структурних підрозділів Національної академії сухопутних військ: Інституту морально-психологічного забезпечення, Військового ліцею, Військового коледжу сержантського складу та факультетів Бойового застосування військ, Сил підтримки та Ракетних військ і артилерії.
Спільним елементом символіки для всіх структурних підрозділів Академії, за виключенням ліцею, є використання червоної глави з фігурами з загальноакадемічного знаку — перехрещені смолоскип і меч Петра Сагайдачного, на яких підкова під хрестом, що уживаються також як геральдичний бедж (імпреса).
На емблемі Військового ліцею, крім смолоскипів та меча, є розгорнута книга, на якій герб гетьмана Петра Конашевича Сагайдачного в червоному щиті. Усі структурні підрозділи Академії уживають також штандарти, на яких відтворено відповідні емблеми.